# 이호준 (수영 선수)
이호준(2001년 2월 14일~)은 대한민국의 수영 선수이다. 핸드볼 대표팀 선수였던 이성환의 아들이다. 2016년 아시아 수영 선수권 대회를 통해 국가대표 선수로 활동하기 시작했다.